# Site historique d'État de Yulee Sugar Mill Ruins
Le Site historique d'État de Yulee Sugar Mill Ruins (en anglais : Yulee Sugar Mill Ruins State Historic Site) est situé dans le comté de Citrus dans l'État de Floride, au sud-est des États-Unis. Il s'agit d'une ancienne plantation de cannes à sucre d'une superficie de 2 063,9 hectares, qui appartenait à l'homme politique David Levy Yulee, premier représentant de l'État de Floride au Congrès des États-Unis.

## Description
Le site abrite encore un moulin à vapeur pour le traitement du sucre. Il est composé d'une cheminée en pierres calcaire et d'une presse. Le moulin fonctionna de 1851 à 1864 et servit à ravitailler en sucre les troupes confédérées durant la Guerre de Sécession. La mélasse fabriquée sur le site était également une matière première à la fabrication du rhum. Environ 1 000 esclaves travaillaient sur cette plantation où l'on récoltatit également du coton et des citrons.

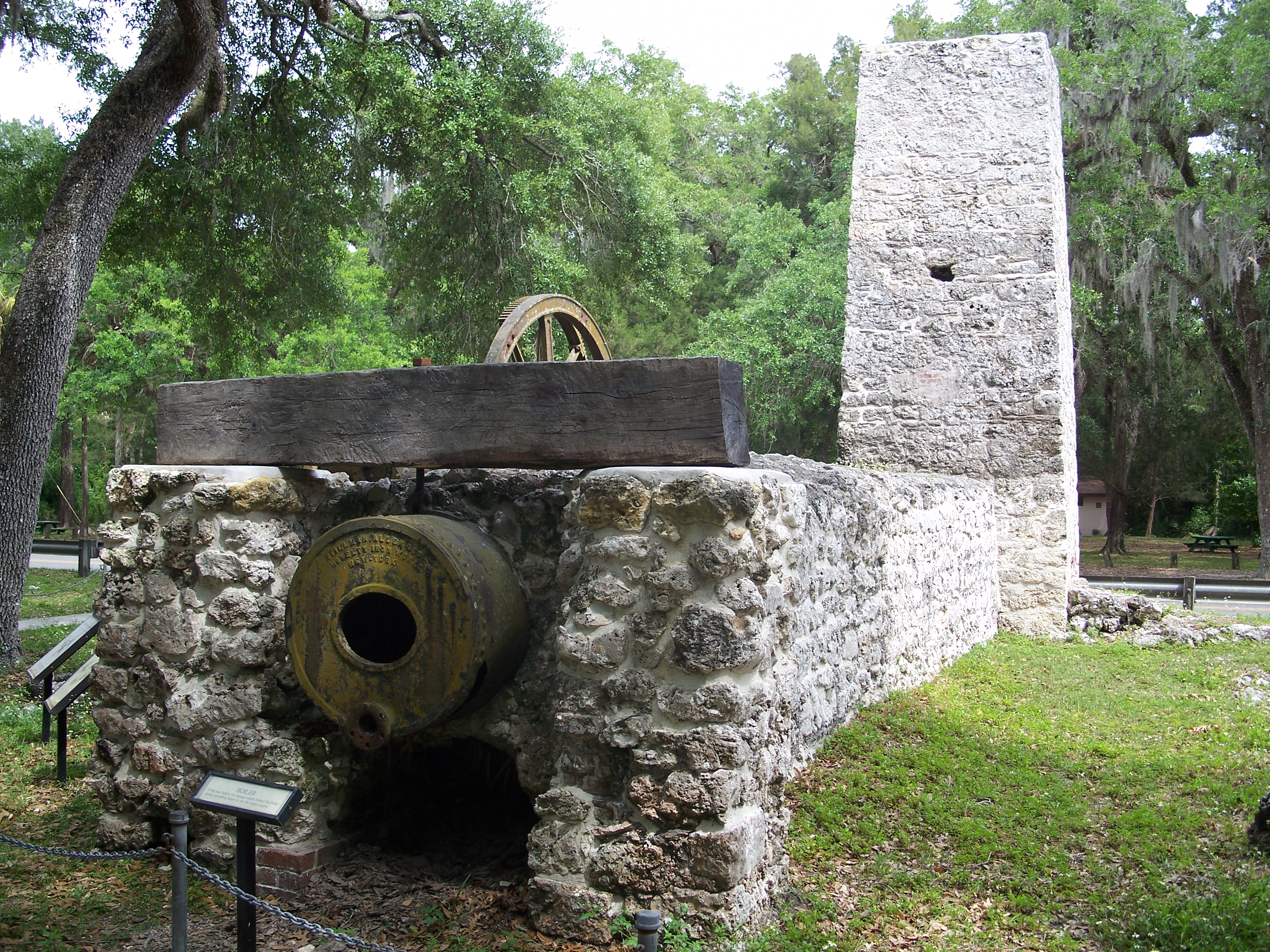
Yulee Sugar Mill Ruins

Le site a été ajouté le 12 août 1970 au Registre national des lieux historiques.

### Photographies

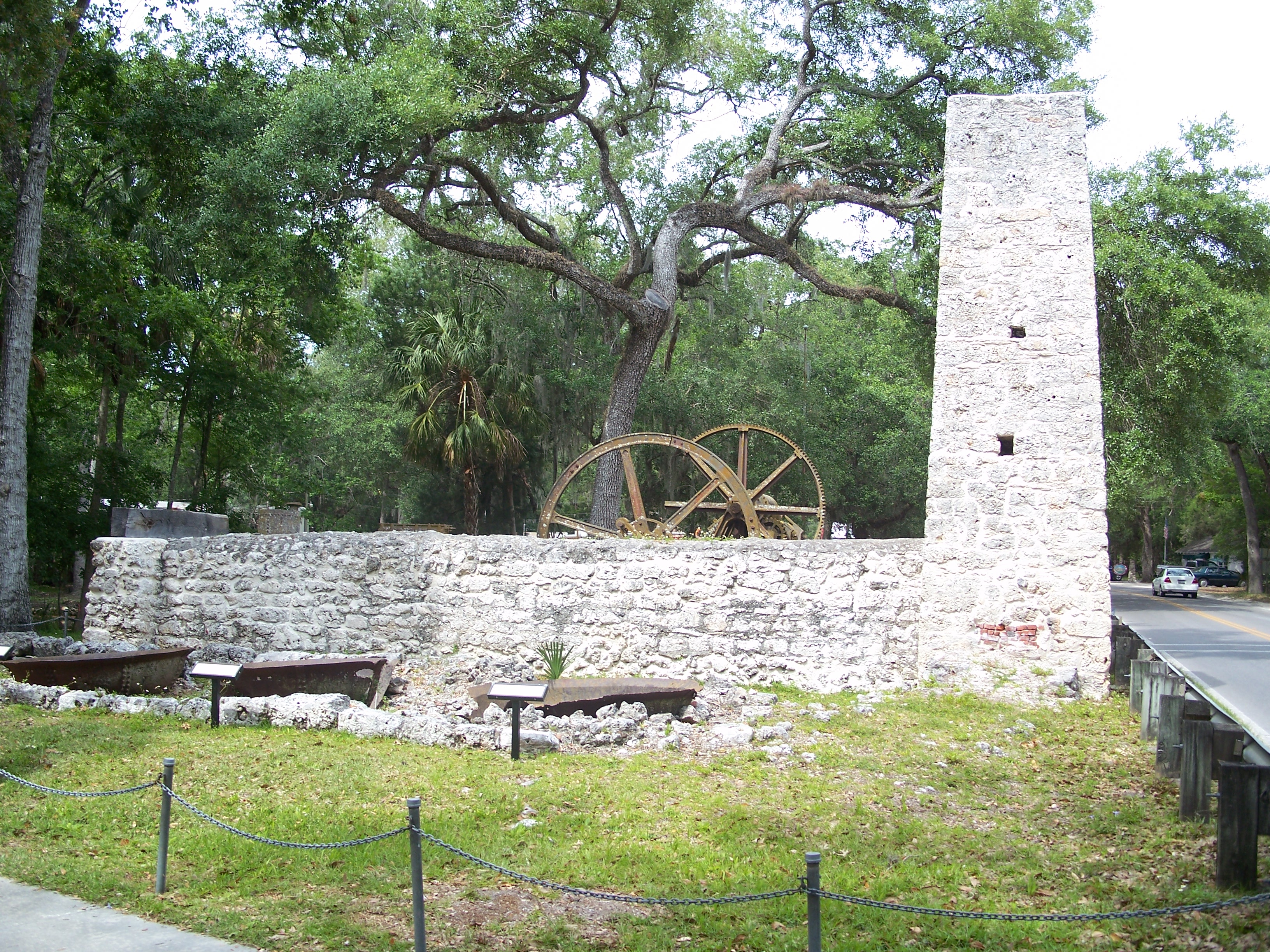
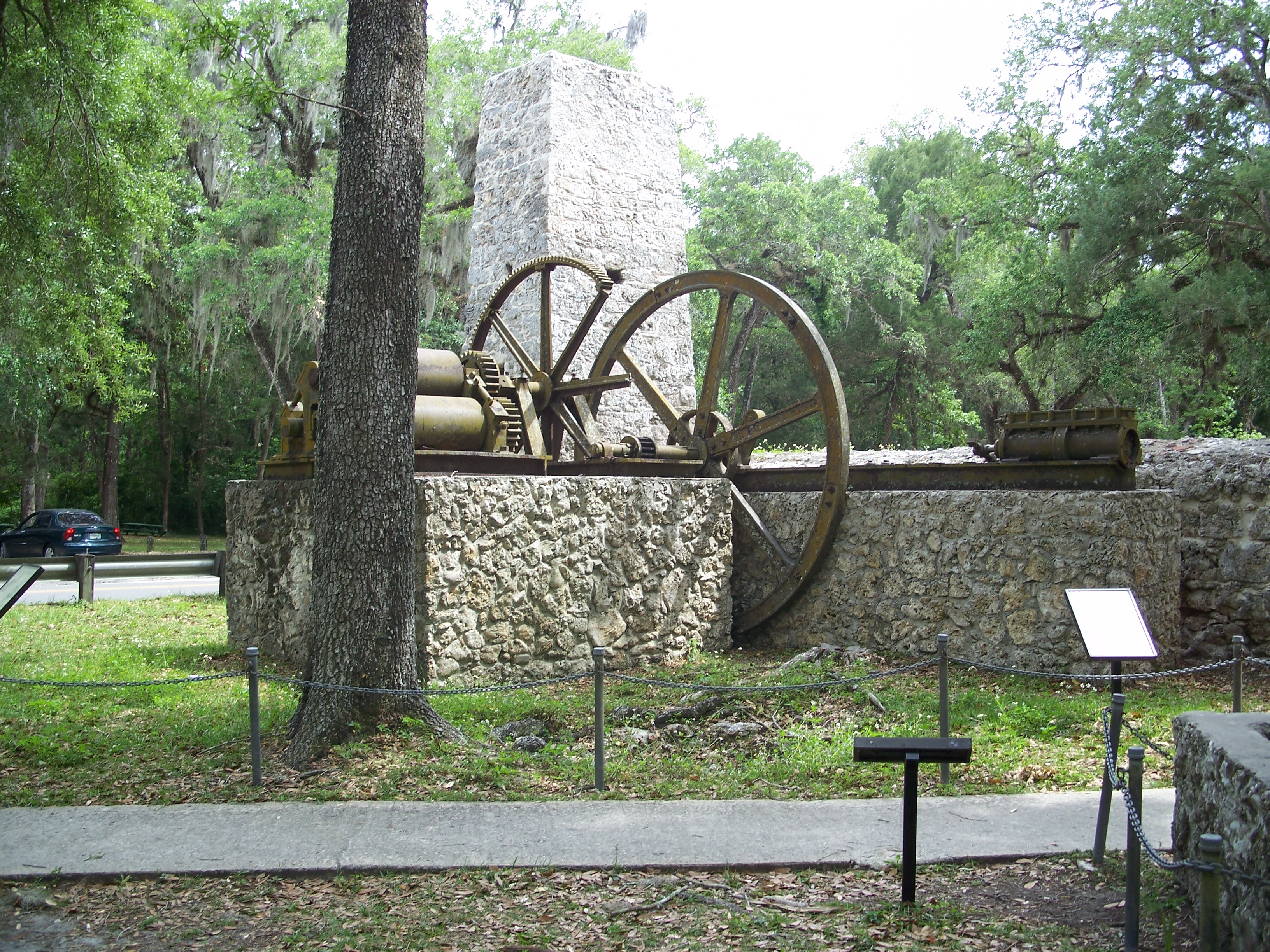